# Christuskirche (Lörrach)

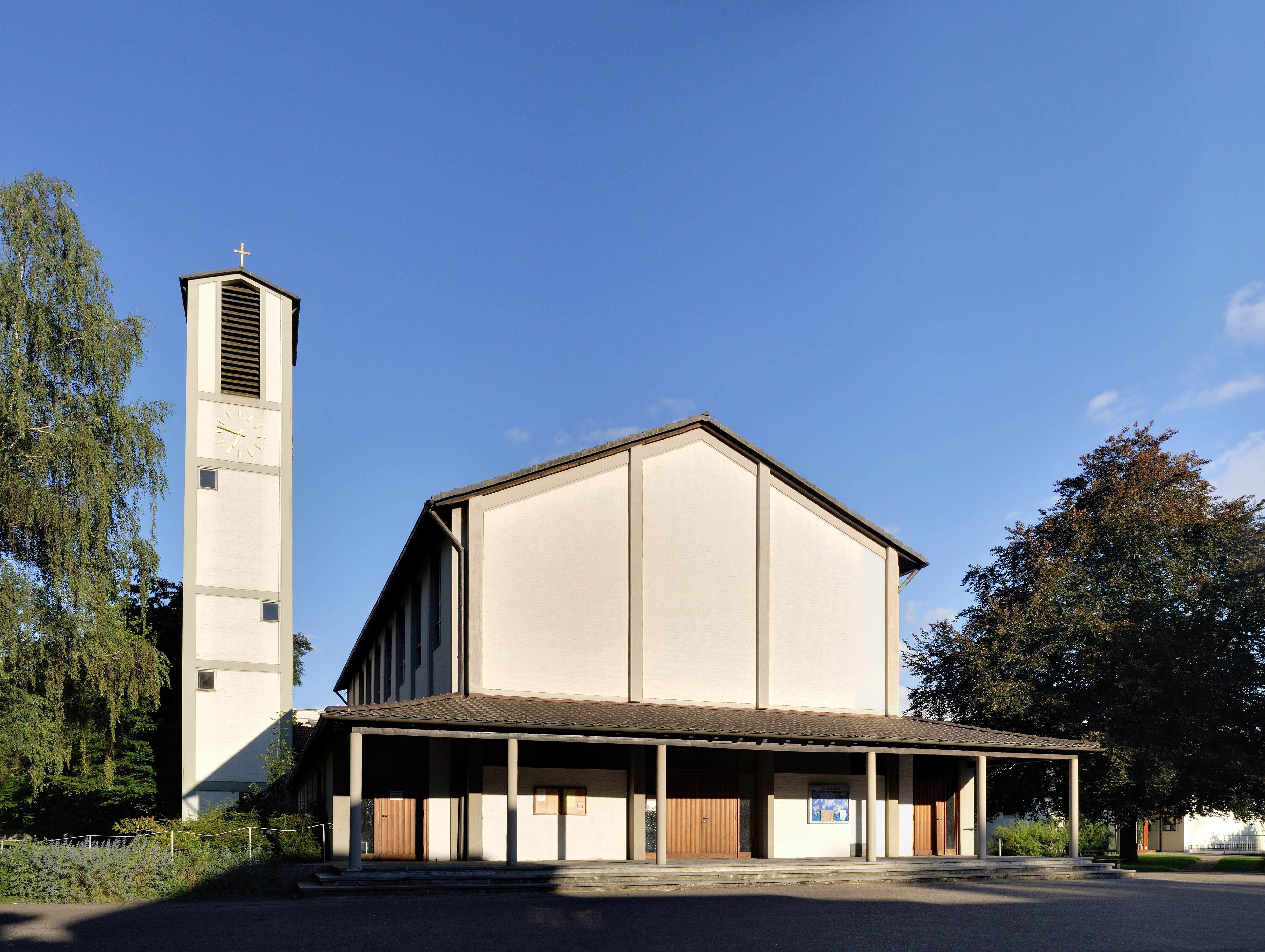
Christuskirche, Westfassade

Die Christuskirche in Lörrach, eine Basilika aus Stahlbeton, steht nördlich des Stadtzentrums am Nansenpark an der Grenze zur Nordstadt und wurde in den Jahren 1955/56 erbaut. Neben dem Gottesdienst finden in der Christuskirche auch regelmäßig klassische Konzerte der Kantorei Lörrach statt.

## Geschichte
Die evangelische Kirchengemeinde in Lörrach hatte bereits mit dem Erwerb eines Grundstückes 1897 und einem provisorischen Bauplan 1901, die Bestrebung die Gesamtpfarrei der Stadt in einen Nord- und Südteil aufzuteilen. Die Umsetzung des Vorhabens konnte erst mit dem Bau der Christuskirche Mitte der 1950er Jahre verwirklicht werden. Nach der Grundsteinlegung am 18. September 1955 wurde sie am 30. Dezember 1956, in Anwesenheit des damaligen Bundespräsidenten Theodor Heuss, durch den späteren Landesbischof Heidland eingeweiht. Bis ins Jahr 1993 beherbergte die Christuskirche sowohl die Markusgemeinde, als auch die Paulusgemeinde, welche sich dann jedoch zusammenschlossen und seither als Gemeinde an der Christuskirche auftreten.
Im Jahr 2023 sind an der Christuskirche grundlegend Umbaumaßnahmen im Gange. Dazu wird seit Ende Januar 2023 die Kirche entkernt. Der Innenraum der Kirche soll komplett neu entstehen und mit multifunktionalen Räumen die verändernden Bedürfnisse besser erfüllen. Um die Kirche soll ein umrahmender pavillonartiges, eingeschossiges Bauwerk entstehen. Die Umbaumaßnahmen wurden mit rund acht Millionen Euro veranschlagt und sollen bis Mitte 2025 dauern.

## Beschreibung

### Außenbau

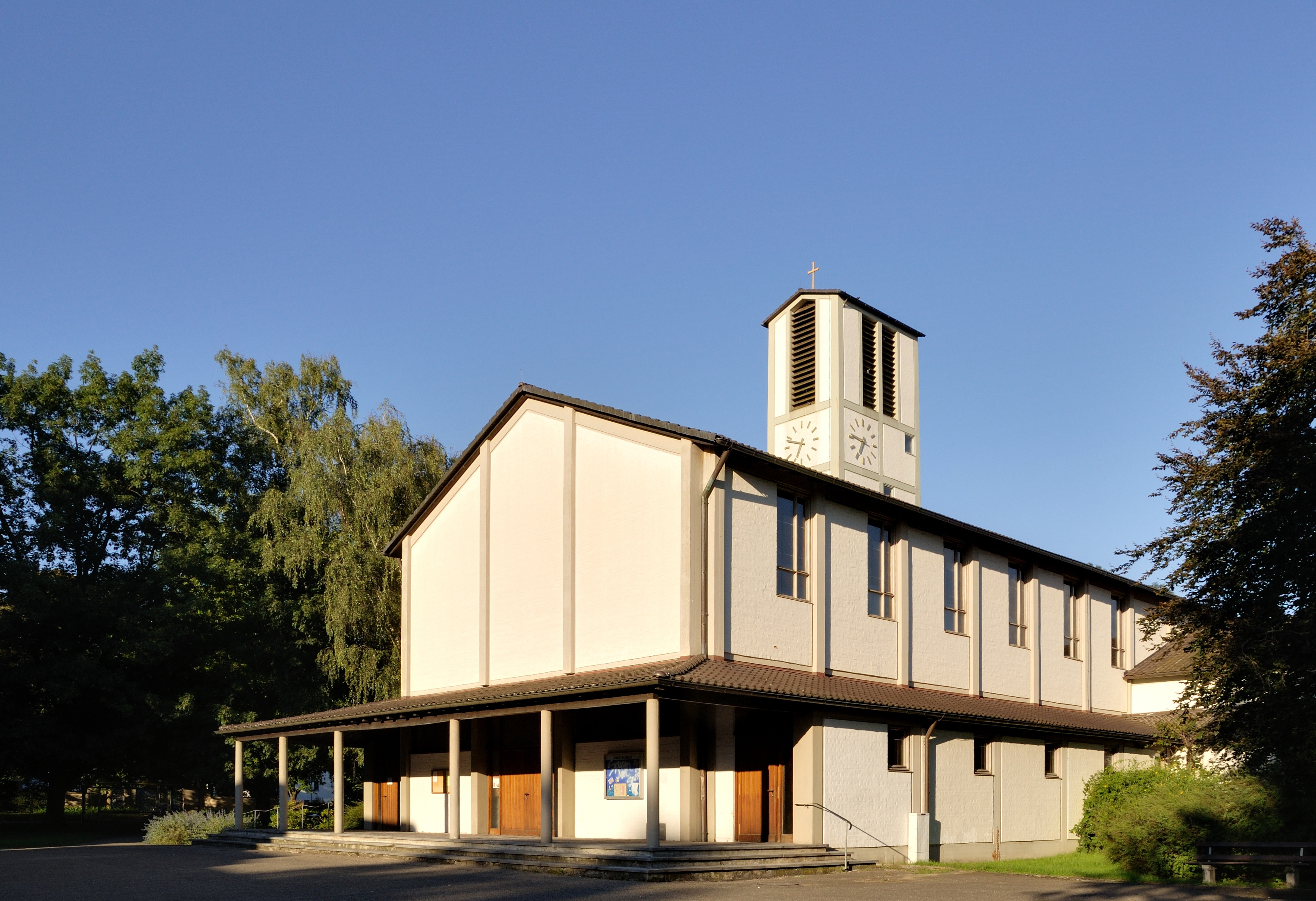
Christuskirche

Das Hauptportal der Christuskirche befindet sich an der westlichen Giebelfront. Eine auf sechs Säulen gestützte Pultdachkonstruktion lässt eine Vorhalle entstehen. Dieser Vorbau setzt sich in den Seitenschiffen links und rechts des Kernbaus fort. Die Fassade des höheren Mittelschiffs mit Satteldach ist hell verputzt und vertikal gegliedert. Nach Osten hin ist ein Chor eingezogen, dessen Stirnseite kaum merklich nach außen gewölbt ist. An der Nordseite des Chors steht ein Glockenturm mit flachem Satteldach. Sein Mauerwerk ist ebenfalls zwischen den in unterschiedlichen Abständen verlaufenden horizontalen Absätzen hell verputzt. Im unteren Geschoss des Turmes befindet sich die Sakristei. Direkt unterhalb der Dachkanten befinden sich nach allen Seiten eckige Schallarkaden und darunter die Zifferblätter der Turmuhr.
Quer zur Christuskirche ist das Paul-Gerhardt-Haus angebaut. Es verfügt über zwei Säle, wovon der größere im Bedarfsfall bei Gottesdiensten in den Kirchenraum mit einbezogen werden können.

### Innenraum
Hohe rechteckige Fenster an den Seitenwänden belichten den Innenraum der Kirche. Das schlichte Innere ist langgezogen und auf den Chor hin ausgerichtet. Fensterflächen in Raumhöhe schaffen einen lichten Altarbereich. Hinter dem Altar steht ein großes Holzkreuz. Die an der Wand inselartig angebrachten Fresken stellen Gleichnisse vom Sämann, vom barmherzigen Samariter und von den klugen und törichten Jungfrauen dar. Vor dem leicht erhöhten Altarraum im Chor stehen ein Ambo und der Taufstein.

### Glocken
Die vier Stahlglocken der Kirche wurden 1956 vom Bochumer Verein gegossen. Die Stimmung des Geläuts hat als Motiv das Kirchenlied „Wachet auf, ruft uns die Stimme“.
| Nr. | Name            | Schlagton | Inschrift                                                      | Bild                          |
| --- | --------------- | --------- | -------------------------------------------------------------- | ----------------------------- |
| 01  | Ewigkeitsglocke | c′        | Jesus Christus gestern und heute und derselbe auch in Ewigkeit | Christusmonogramm mit A und O |
| 02  | Betglocke       | e′        | Der Herr ist nahe denen, die Ihn anrufen                       | Ankerkreuz                    |
| 03  | Missionsglocke  | g′        | O Land, Land, Land, höre des Herrn Wort!                       | Blume mit Herz und Kreuz      |
| 04  | Taufglocke      | a′        | Wer da glaubet und getauft wird, der wird selig                | Taube                         |

### Orgel
An der Giebelseite im hinteren Teil der Kirche befindet sich eine Empore mit einer bis an die Decke reichenden Orgel. Sie wurde 1991 von der Orgelwerkstatt Johannes Rohlf aus Neubulach erbaut und am 1. Dezember 1991 eingeweiht. Sie ersetzte damit die Orgel der Firma G. F. Steinmeyer & Co. aus Bayern, die am 15. Juni 1958 eingeweiht wurde. Diese Orgel verfügte über 23 Register auf drei Manualen und Pedal.
Die jetzige Orgel hat folgende Disposition:

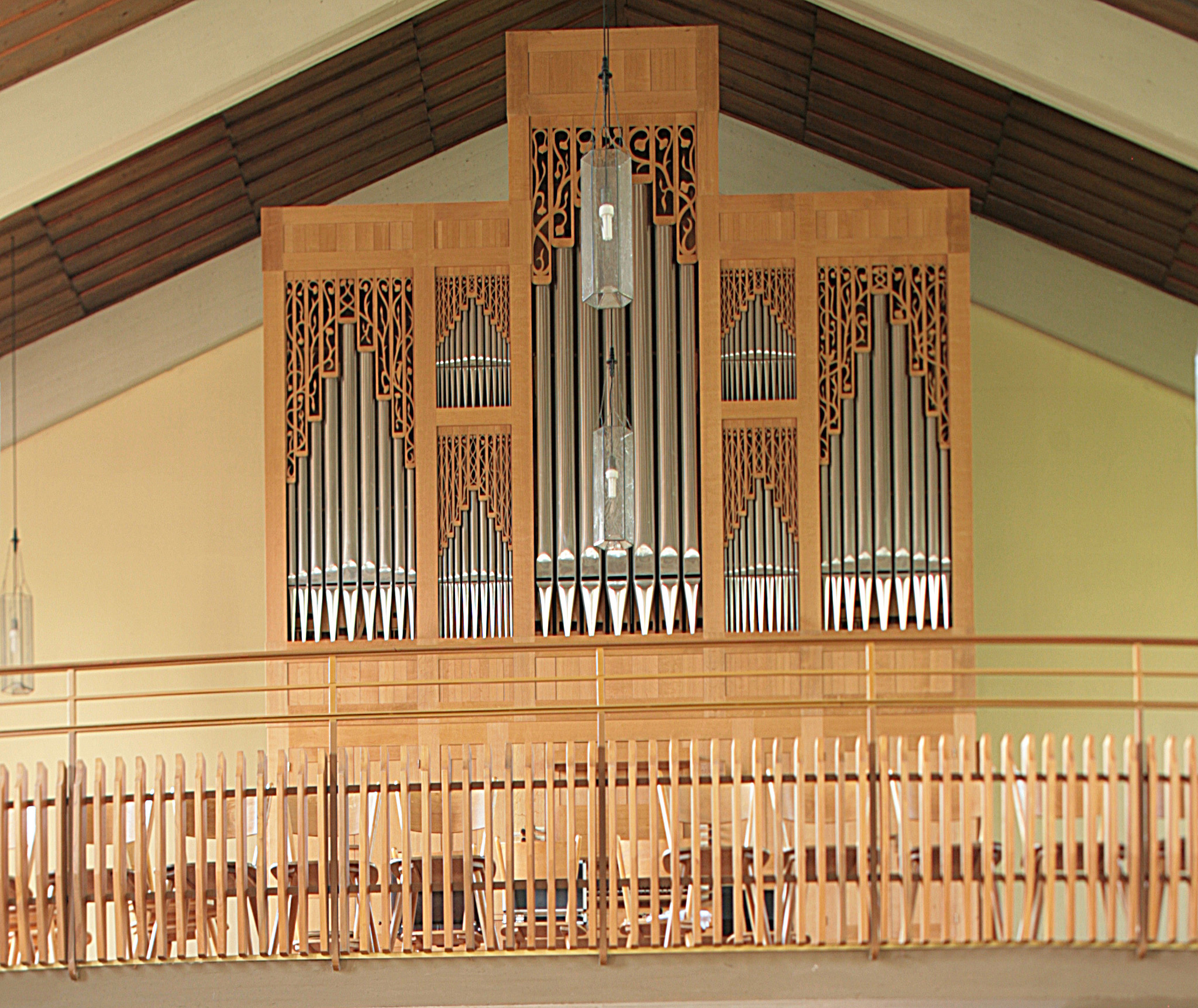
Rohlf-Orgel von 1991

| I Hauptwerk C–g3 |             |
| Bourdon          | 16′         |
| Prinzipal        | 8′          |
| Rohrflöte        | 8′          |
| Octave           | 4′          |
| Flöte            | 4′          |
| Quinte           | 2 ⁄3′       |
| Sifflet          | 2′          |
| Cornett IV0      | 4′          |
| Mixtur II        | 1 ⁄3′ + 1′  |
| Cymbel II        | 2⁄3′ + 1⁄2′ |
| Trompete         | 8′          |
|                  |             |

| II Unterwerk (schwellbar) C–g3 |        |
| Bourdon                        | 8′     |
| Salicional                     | 8′     |
| Principal                      | 4′     |
| Rohrflöte                      | 4′     |
| Nasard                         | 2 ⁄3′  |
| Hohlflöte                      | 2′     |
| Terz                           | 1 3⁄5′ |
| Cromorne                       | 8′     |

| Pedal C–f1 |     |
| Subbass    | 16′ |
| Octavbass  | 8′  |
| Flötbass   | 4′  |
| Fagott     | 16′ |

- Koppeln: II/I, I/P, II/P
- Nachtigall